# طواف كاليفورنيا 2015
طواف كاليفورنيا 2015 هو سباق دراجات هوائية أقيم بتاريخ 2015، تكون السباق من 8 مراحل وامتدّ لمسافة 701.3 ، استغرق السباق 28 ساعة 13 دقيقة 12 ثانية. فاز به السلوفاكي بيتر ساجان.

## الترتيب
| م                     | الدرّاج     | البلد    | الزمن                     |
| --------------------- | ---------- | -------- | ------------------------- |
| الفائز بالترتيب العام | بيتر ساجان | سلوفاكيا | 28 ساعة 13 دقيقة 12 ثانية |